# Kamienica przy ulicy Młyńskiej 2 w Katowicach
Kamienica przy ulicy Młyńskiej 2 w Katowicach – narożna kamienica mieszkalno-handlowo-biurowa, położona w narożniku ulic Młyńskiej 2 i Pocztowej 5 w Katowicach, na terenie dzielnicy Śródmieście. Powstała ona na przełomie XIX i XX wieku w stylu neobarokowym prawdopodobnie według projektu Louisa Damego. Wpisana do gminnej ewidencji zabytków. Pomieszczenia kamienicy w znacznej części są zajmowane przez wydziały Urzędu Miasta Katowice.

## Historia

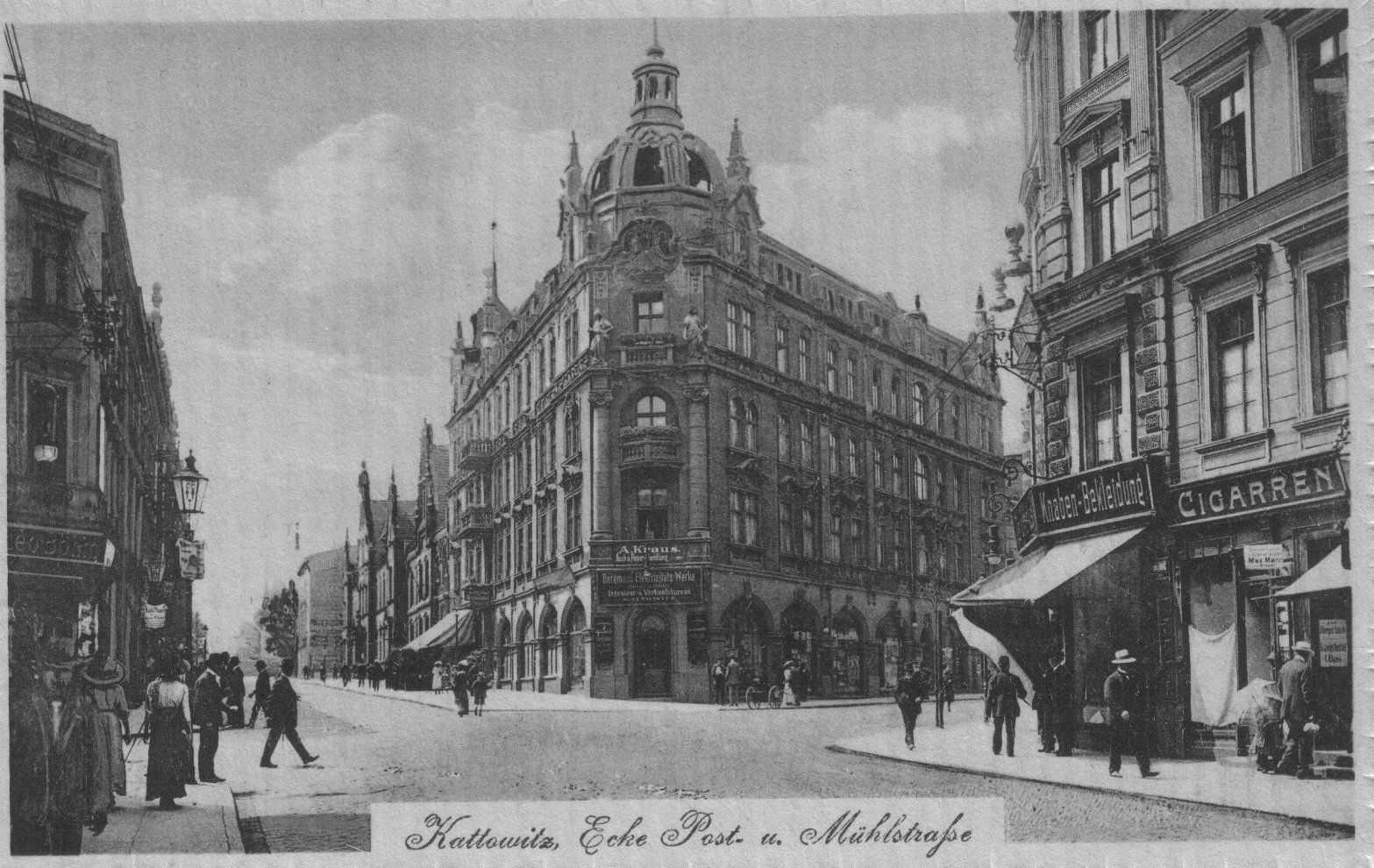
Kamienica od strony północnej w okresie przedwojennym

Zanim powstała obecna kamienica, w jej miejscu stał jednopiętrowy budynek hotelu Kotzura o nazwie Hotel zum Prinz der Pruessen  oraz dwukondygnacyjny, neorenensansowy dom. Obecna zaś kamienica została wzniesiona w 1898 roku bądź w latach 1900–1901 , a za projekt odpowiedzialny był prawdopodobnie Louis Dame. Budynek ten na początku XX wieku stał się częstym motywem pocztówek z Katowic.
W budynku ulokowano placówkę Miejskiej Komunalnej Kasy Oszczędnościowej, której prezesem w okresie międzywojennym był prezydent Katowic Adam Kocur. W okresie międzywojnia budynek mieścił również Biuro Adresowe i Biuro Meldunkowe Magistratu, a także część placówek miejskich, w tym m.in.: Urząd Statystyczny, Urząd Stanu Cywilnego, Biura Mieszkaniowe, Turystyczne i Prasowe oraz Policję Miejską. W okresie Polski Ludowej na parterze kamienicy działał oddział banku PKO.
W 1999 roku w kamienicy pod adresem Młyńska 2 mieściła się księgarnia muzyczna, I oddział Katowice PKO Banku Państwowego oraz Wydział Geodezji Urzędu Miejskiego w Katowicach, natomiast pod adresem Pocztowa 5: Zarząd Wojewódzki Związku Sybiraków, Zarząd Okręgowy Związku Inwalidów Wojennych RP, oddział miejski w Katowicach Polskiego Związku Emerytów i Rencistów i Inwalidów oraz sklep z tkaninami jedwabnymi. W marcu 2002 roku rozstrzygnięto konkurs na hejnał miasta Katowice, który jest do dziś odgrywany z wieży kamienicy.

## Charakterystyka

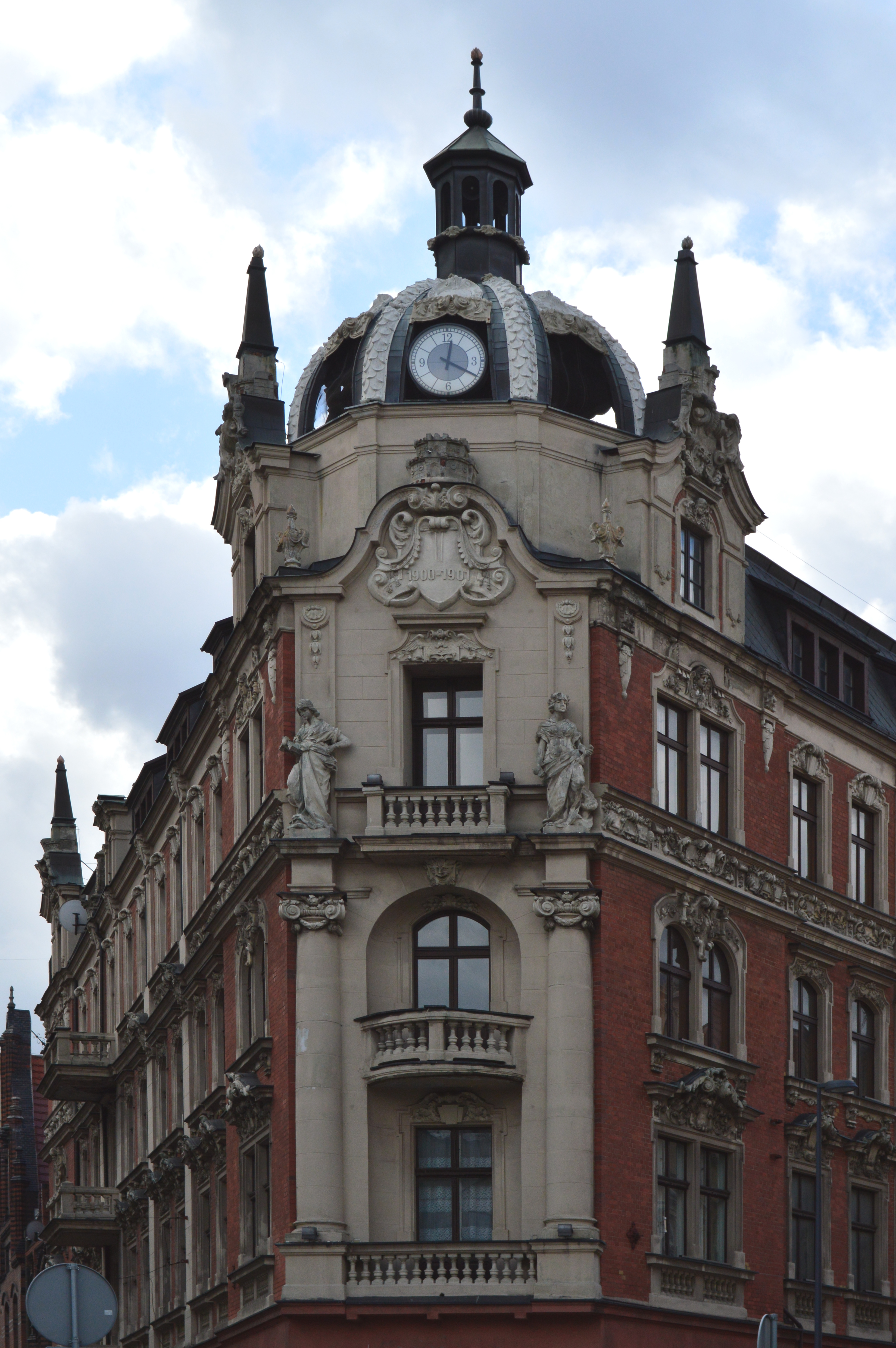
Fragment szczytu naroża kamienicy z widocznymi dwoma kolumnami w formie postaci kobiecych, a pomiędzy nimi u góry inskrypcja z datami 1900–1901 oraz zegar

Kamienica znajduje się na terenie katowickiej dzielnicy Śródmieście. Ma ona dwa adresy: ulica Młyńska 2 i ulica Pocztowa 5. Jest to kamienica mieszkalno-handlowo-biurowa z 1898 roku bądź z lat 1900–1901 . Wybudowana została w stylu neobarokowym, a zaprojektował ją architekt Louis Dame. Powstała ona z czerwonej cegły na planie trójkąta. W ściętym narożniku mieści się wejście na dziedziniec wewnętrzny. Powierzchnia zabudowy kamienicy wynosi 676 m². Ma ona 5 kondygnacji nadziemnych i 1 podziemną. Kamienica jest przykryta dwuspadowym dachem z lukarnami.
Elewacja kamienicy ma bogate detale, w szczególności w narożu. Narożnik zwieńczony jest kopułą nawiązującą do rozwiązań barokowych. Po bokach zegara widnieją szczyty z oknami zwieńczone sterczynami. Naroże tworzy lekko wysunięty wykusz z trzema balkonami, ujętymi na poziomie drugiej i trzeciej kondygnacji dwiema kolumnami w wielkim porządku. Na poziomie czwartej kondygnacji widoczne są rzeźby kobiet umieszczone na kolumnach. Całość zamyka szczyt z kartuszem z inskrypcją zawierającą daty 1900–1901.
W skrajnych osiach obydwu elewacji zastosowano pozorne ryzality z ozdobnymi szczytami zwieńczonymi sterczyną. Elewacja od strony ulicy Młyńskiej ma łącznie trzy pozorne ryzality, natomiast od strony ulicy Pocztowej dwa (w pierwszej i ostatniej osi). W czwartej osi elewacji od strony ulicy Pocztowej znajdują się balkony z tralkowymi balustradami. Dodatkowo obydwie elewacje ozdabiają pilastry w wielkim porządku. Okna ujęte są w ozdobne obramienia, na poziomie drugiej kondygnacji zwieńczone naczółkami. Dekoracje wokół okien trzeciej i czwartej kondygnacji są nieco skromniejsze.
W budynku zachowała się oryginalna klatka schodowa w jego wschodniej części, stalowe dwubiegowe schody z tralkową drewnianą balustradą oraz ceramiczne posadzki.
Kamienica wpisana jest do gminnej ewidencji zabytków – kartę opracowało Biuro Konserwatora Zabytków Urzędu Miasta Katowice w grudniu 2012 roku. W systemie REGON pod koniec sierpnia 2021 roku pod adresem ul. Młyńska 2 i ul. Pocztowa 5 zarejestrowane były po dwa podmioty gospodarcze, w tym oddział Związku Inwalidów Wojennych Rzeczypospolitej Polskiej pod adresem ul. Pocztowa 5. Ponadto działa tu część wydziałów Urzędu Miasta Katowice.
Z wieży kamienicy codziennie o godzinie 12:00 odgrywany jest hejnał miasta Katowice.